# USS Farragut (DDG-99)
USS Farragut (DDG-99) — 49-й эскадренный миноносец из серии запланированных к 13 сентября 2002 г. 62 эсминцев УРО типа «Арли Бёрк», строительство которых было одобрено Конгрессом США.

## История строительства
Корабль заложен 7 января 2004 года, спущен на воду — 7 сентября 2005 года. Церемония вступления в состав ВМС США произведена 10 июня 2006 года.